# Пардоші
Пардоші (рум. Pardoși) — село у повіті Бузеу в Румунії. Адміністративний центр комуни Пардоші.
Село розташоване на відстані 128 км на північний схід від Бухареста, 34 км на північ від Бузеу, 89 км на захід від Галаца, 101 км на схід від Брашова.

## Населення
За даними перепису населення 2002 року у селі проживали 192 особи, усі — румуни. Усі жителі села рідною мовою назвали румунську.